# Lachapelle (Tarn-et-Garonne)
Lachapelle é uma comuna francesa na região administrativa de Occitânia, no departamento de Tarn-et-Garonne. Estende-se por uma área de 10,87 km². Em 2010 a comuna tinha 119 habitantes (densidade: 10,9 hab./km²).